# Kelsey Weems
Kelsey Russell Weems (Atlanta, 16 settembre 1967 – Atlanta, 20 agosto 2019) è stato un cestista statunitense.

## Carriera
Con gli Stati Uniti ha disputato i Campionati americani del 1993 e i Giochi panamericani del 1995.

## Palmarès
- WBL Sixth Man of the Year (1991)